# Florimond Vanhalme
Florimond Auguste Oscar Vanhalme (ur. 21 marca 1895 w Brugii, zm. 4 lipca 1979 w Ostendzie) – belgijski piłkarz grający na pozycji pomocnika. Był reprezentantem Belgii.

## Kariera klubowa
Całą swoją karierę piłkarską Vanhalme spędził w klubie CS Brugeois, w którym w 1912 roku zadebiutował w belgijskiej pierwszej lidze i grał w nim do 1931 roku. W sezonach 1926/1927 i 1929/1930 wywalczył z nim dwa tytuły mistrza Belgii. W sezonie 1926/1927 zdobył też Puchar Belgii.
| Sezon   | Klub        | Kraj   | Rozgrywki          | Mecze | Gole |
| ------- | ----------- | ------ | ------------------ | ----- | ---- |
| 1912/13 | CS Brugeois | Belgia | Division d'Honneur | 22    | 1    |
| 1913/14 | CS Brugeois | Belgia | Division d'Honneur | 22    | 2    |
| 1919/20 | CS Brugeois | Belgia | Division d'Honneur | 20    | 1    |
| 1920/21 | CS Brugeois | Belgia | Division d'Honneur | 22    | 1    |
| 1921/22 | CS Brugeois | Belgia | Division d'Honneur | 25    | 1    |
| 1922/23 | CS Brugeois | Belgia | Division d'Honneur | 26    | 4    |
| 1923/24 | CS Brugeois | Belgia | Division d'Honneur | 26    | 1    |
| 1924/25 | CS Brugeois | Belgia | Division d'Honneur | 19    | 2    |
| 1925/26 | CS Brugeois | Belgia | Division d'Honneur | 25    | 4    |
| 1926/27 | CS Brugeois | Belgia | Division d'Honneur | 26    | 5    |
| 1927/28 | CS Brugeois | Belgia | Division d'Honneur | 21    | 6    |
| 1928/29 | CS Brugeois | Belgia | Division d'Honneur | 20    | 2    |
| 1929/30 | CS Brugeois | Belgia | Division d'Honneur | 25    | 2    |
| 1930/31 | CS Brugeois | Belgia | Division d'Honneur | 21    | 1    |

## Kariera reprezentacyjna
W reprezentacji Belgii Vanhalme zadebiutował 5 maja 1921 roku w przegranym 2:3 towarzyskim meczu z Włochami, rozegranym w Antwerpii. W 1924 roku był w kadrze Belgii na Igrzyska Olimpijskie w Paryżu, a w 1928 roku na Igrzyska Olimpijskie w Amsterdamie. Od 1921 do 1930 roku rozegrał 39 meczów i strzelił 2 gole w kadrze narodowej.